# Cser (faanyag)
A cser kemény lombos faanyag, a csertölgy (Quercus cerris) faanyaga.

## Az élő fa
Szubmediterrán, kelet-mediterrán flóraelem. Hegyvidéki fafaj. Melegkedvelő, a hirtelen hőmérséklet-változást, a kései fagyokat rosszul viseli, a szárazságot jól tűri. Gyenge minőségű talajokon is megél, mészkerülő. A kocsányos és kocsánytalan tölgyeknél rövidebb életű.
Magassága 25…30 m  körüli. Kérge nagyon durva felületű, piszkosszürke, néha fekete színe van. A kéregcserepek szélesek, a repedések között vöröses erezet látható. Kéregvastagsága 1…15 cm. Gyakori a hosszanti fagyléc.

## A faanyag
A szíjácsa széles, szürkés vagy sárgásfehér, a gesztje vörösesbarna, élesen elkülönül, frissen vágva savanykás szagú. Álgesztesedésre hajlamos. Gyűrűs likacsú fa, nagy, kerek edényei jól láthatóak, a keresztmetszeten a korai pásztában az évgyűrűhatár mentén több sorban helyezkednek el. A késői pásztában kis méretűek és sokkal kisebb számúak, mint a többi tölgynél. Bélsugarai igen szélesek, mind a három metszeten jól felismerhetők.

## Felhasználása
SzárításLassan, igen kíméletesen kell szárítani, nagyon hajlamos a sugaras repedésre és a gyűrűs elválásra. Vetemedhet, teknősödhet.
MegmunkálásMinden eljárással megmunkálható. Csak gőzölés után késelhető, hámozható, és csak vékony furnér készíthető belőle.
RögzítésNehezen szegezhető, csavarozható. Hidegen jól, melegen problémásan ragasztható.
FelületkezelésJól pácolható, pórustömítéssel jól lakkozható. Jó felületkezelés után a megtévesztésig hasonlít a nemes tölgyekhez.
TartósságA tölgyek között a legkevésbé tartós. A geszt viszonylag ellenálló. Élettartama egyötöde a tölgyekének.
Tűzifának kiváló, sok eleven parazsat ad, kalorikus hatásfoka nagy.